# Roxado
Roxado (griechisch Ροξάδο (n. sg.)) ist eine Flurbezeichnung auf der türkischen Insel Gökçeada (Imbros) im Ägäischen Meer. Hier wurden in einem Bachtal die Ruinen eines antiken Heiligtums gefunden, das als Heiligtum der imbrischen Großen Götter (Μεγάλοι Θεοί) bestimmt werden kann, aber kaum erforscht wurde.

## Lage
Roxado liegt nördlich des Dorfes Zeytinliköy / Ágii Theódori in einem abgelegenen schwer zugänglichen Bachtal, westlich des Flughafens. In der Umgebung hat es Quellen, die einen Bach speisen, der in den Büyükdere / Megálos Potamós mündet und im Sommer austrocknen können. Die Ruinen können vom ehemaligen Kloster Ágios Konstantínos auf einem Fußweg erreicht werden. Die Ruinen liegen auf beiden Seiten des Baches und sind stark überwachsen.

## Befund
Die antiken Überreste bei Roxado wurde im 19. Jahrhundert entdeckt. Als erster Archäologe suchte Alexander Conze im Juni 1858 den Ort auf, den er genauer beschrieb. Seine Funktion konnte er nicht deuten. Etwas später besuchte Nikephoros Glykas, der von 1873 bis 1881 Metropolit von Imbros war, Roxado und fand eine römerzeitliche Inschrift in den Ruinen, wonach ein Titos Annaios Primos aus eigenen Mitteln die Hallen der Großen Götter restaurierte. Deshalb kam er zum Schluss, dass hier das Heiligtum der Großen Götter lag.
Anfang des 20. Jahrhunderts untersuchte Carl Fredrich die Ruinen, die er genauer beschrieb. Er veröffentlichte einen Grundriss der Anlage mit einem Foto. Er deutete die teilweise erhaltenen Mauern auf beiden Seiten des Baches als Teil einer Talsperre, die ein Wasserreservoir für die antike Stadt Imbros bei Kaleköy / Kástro gebildet haben soll. Allerdings konnte er keine Spuren der vermuteten Wasserleitung finden. Oberhalb des vermuteten antiken Stausees fand er weitere Mauern und Scherben großer Gefäße, was er als Auffangbecken interpretierte. Das Heiligtum der Großen Götter, zu dem seiner Meinung nach der Stausee gehörte, lokalisierte er beim Kloster Konstantinos, wo Mysteninschriften gefunden wurden, oder in dessen Umgebung.
1997 und 1998 besuchten die Archäologen Winfried Held und Robert Ousterhout die Ruinen von Roxado. Sie schlugen vor, hier das Heiligtum der in imbrischen Inschriften öfters genannten Großen Götter zu lokalisieren. Es zeigte sich, dass Fredrichs Interpretation als Staudamm nicht aufrechterhalten werden kann, vielmehr sind die Mauern aus spätklassischer oder frühhellenistischer Zeit als Stützmauer einer Terrasse zu deuten. Sie maßen die Anlage aus und publizierten 1999 einen Plan.
Die Archäologin Bärbel Ruhl untersuchte die Anlage nochmals und ergänzte den von Held und Ousterhout veröffentlichten Plan, deren Befunde sie bestätigte. Die Deutung der Ruinen als Kabeirion hält sie für gesichert. Unterhalb der Anlage fand sie Spuren eines Steinbruches, aus dem die Steine für den Mauerbau stammen. Da die Ruinen stark überwachsen sind, konnte sie nur wenig Keramik finden. Eine Scherbe datiert sie in die erste Hälfte des 3. Jahrhunderts v. Chr.
Inschriften, die im Kloster Konstantinos und in der nördlich davon gelegenen Kapelle der Apostel gefunden wurden, dürften aus dem Heiligtum verschleppt worden sein. Aus diesen Befunden ergibt sich, dass das Heiligtum spätestens im 4. Jahrhundert v. Chr. entstand und mindestens bis ins 3. Jahrhundert n. Chr. bestand.